# Sommières
Sommières là một xã trong vùng Occitanie. Xã Sommières nằm ở khu vực có độ cao trung bình 34 mét trên mực nước biển.
Thị trấn có cự ly 22 km (14 mi) so với Nîmes, 28 km (17 mi) so với Montpellier.
Sommières nằm ở phía nam garrigue và bên rìa Vaunage, một vùng trồng nho. Xã nằm hai bên sông Vidourle.

## Hình ảnh

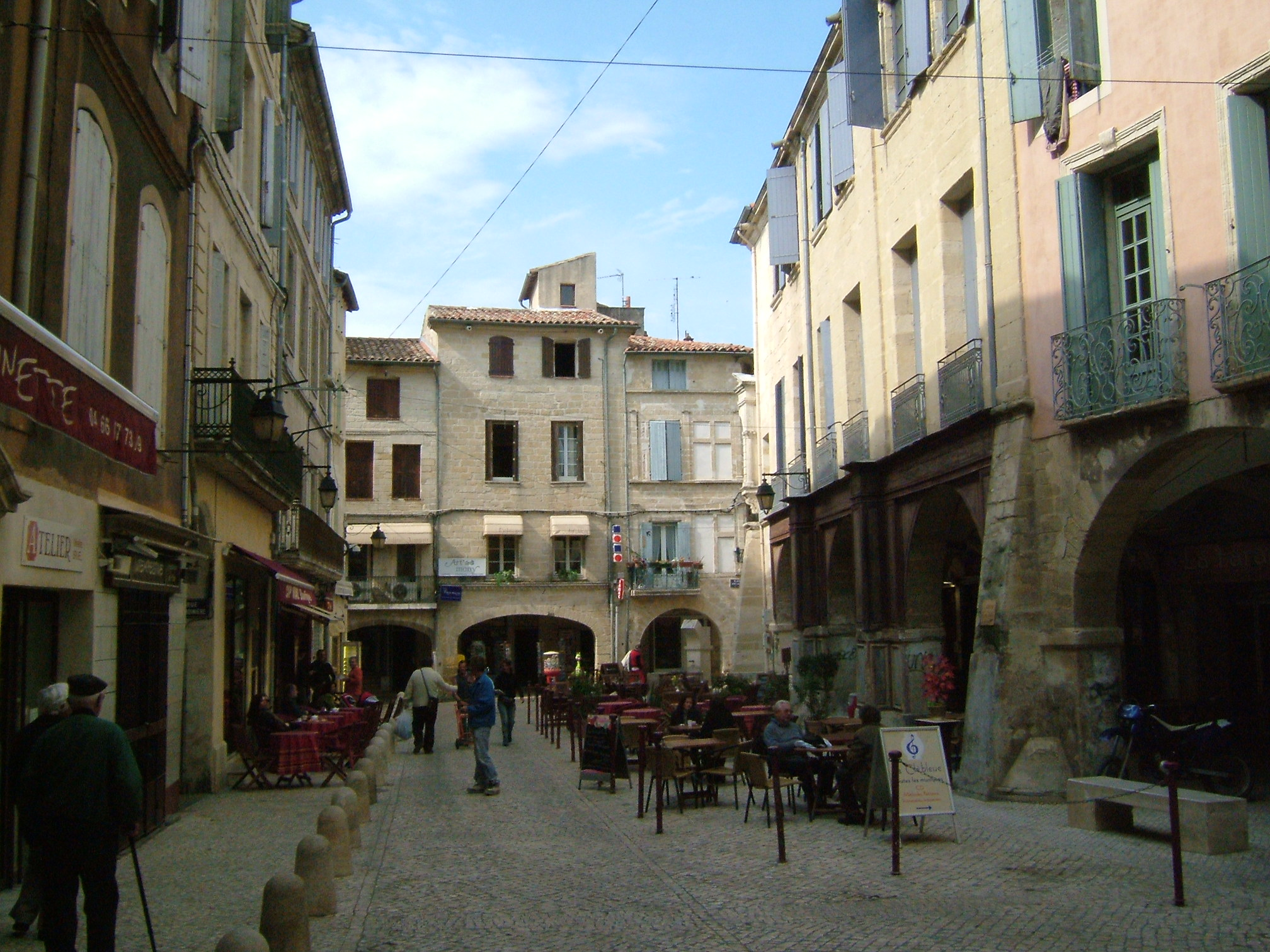
Trung tâm Trung cổ của Sommières
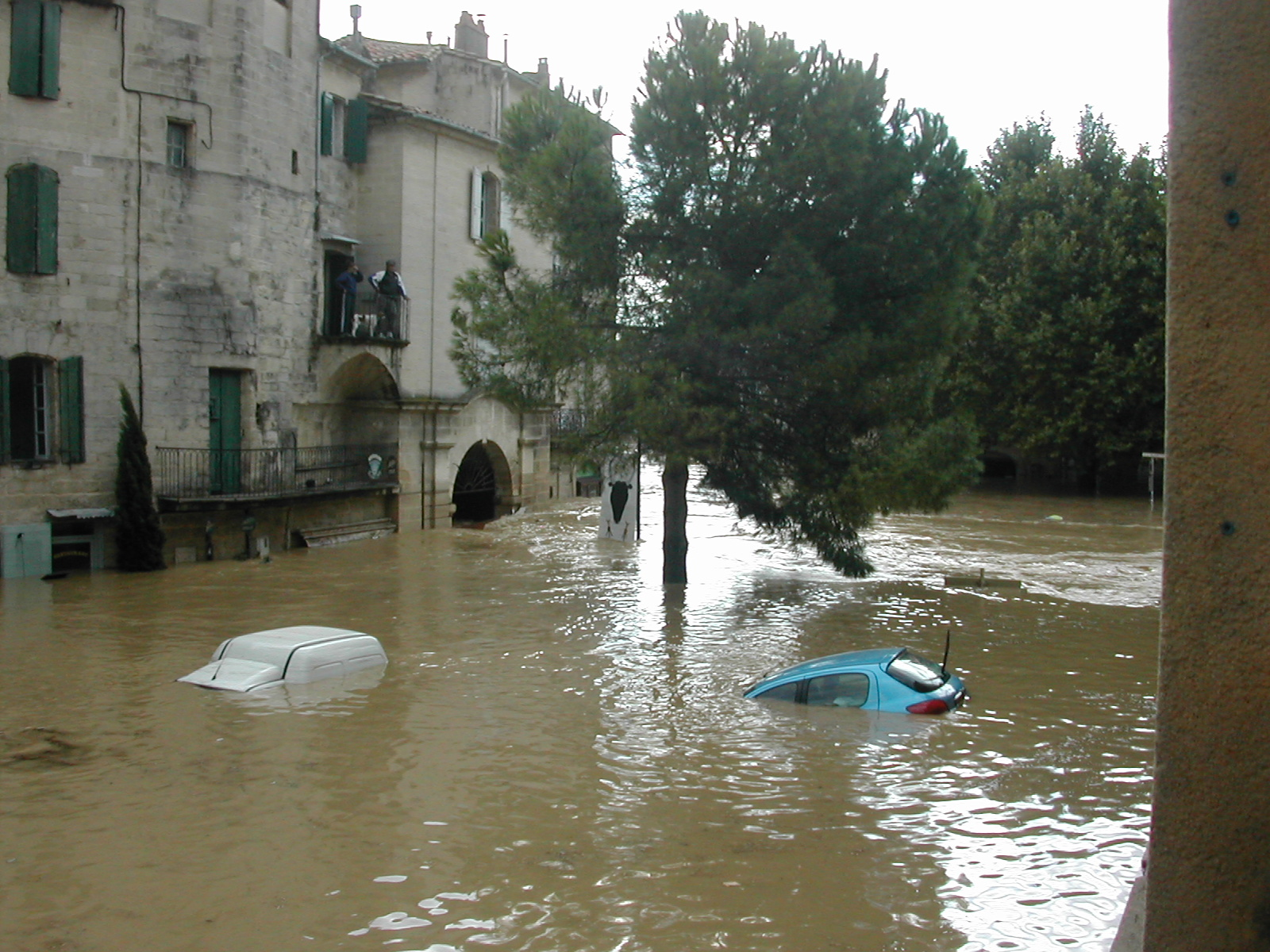
Trận lụt năm 2002 ở Sommières